# T–34
A T–34 (три́дцатьчетвёрка) szovjet közepes harckocsi, melyet elsősorban a második világháború idején, 1941 és 1945 között vetettek be. A második világháború egyik legsikeresebb harckocsitípusának mondható. Elismertségéhez hozzájárult több eredeti, előnyös műszaki megoldása is. A harckocsi már a háború közben, de főleg utána legendává vált, ami nagyban megnehezíti az objektív, ideológiamentes megítélését.

## Fejlesztése

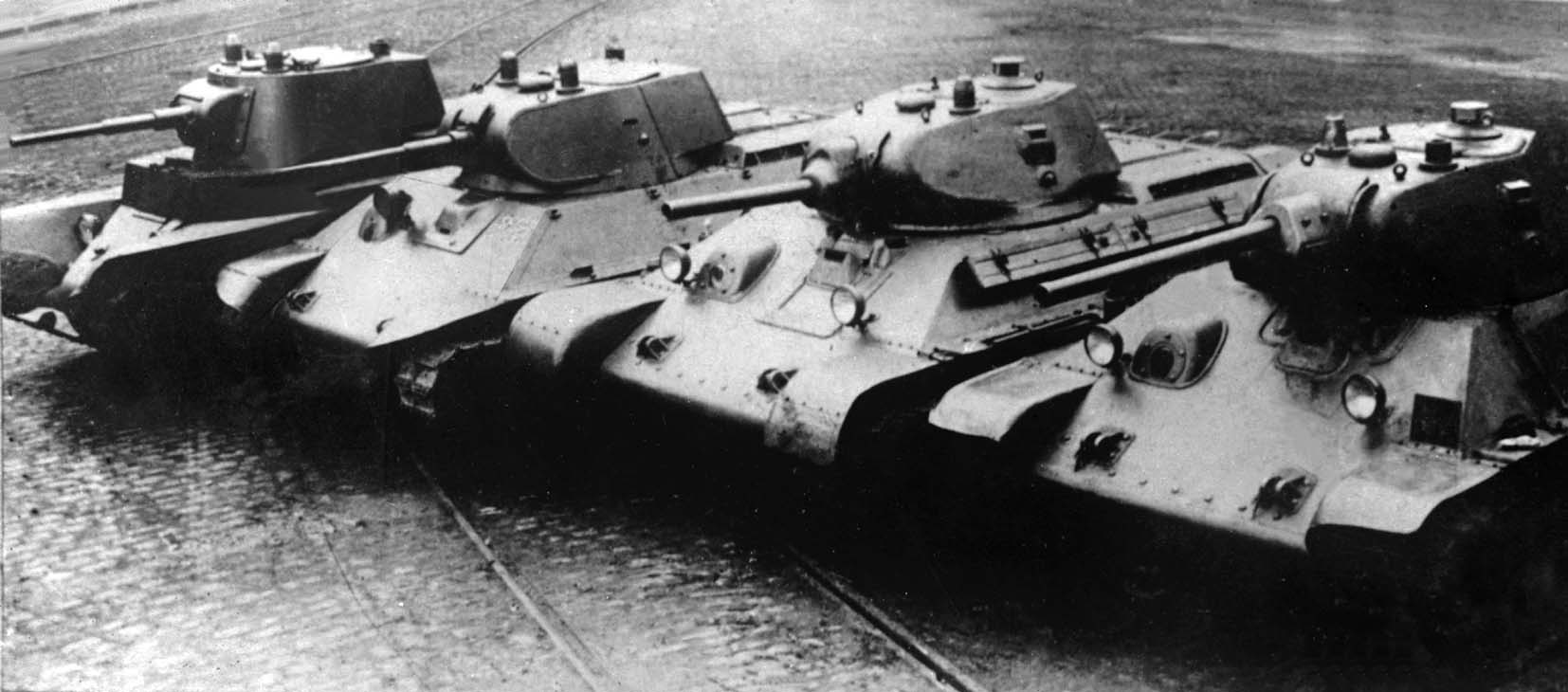
A fejlesztés stádiumai: A-8 (BT–7M), A-20, T-34 Model 1940, T-34 Model 1941

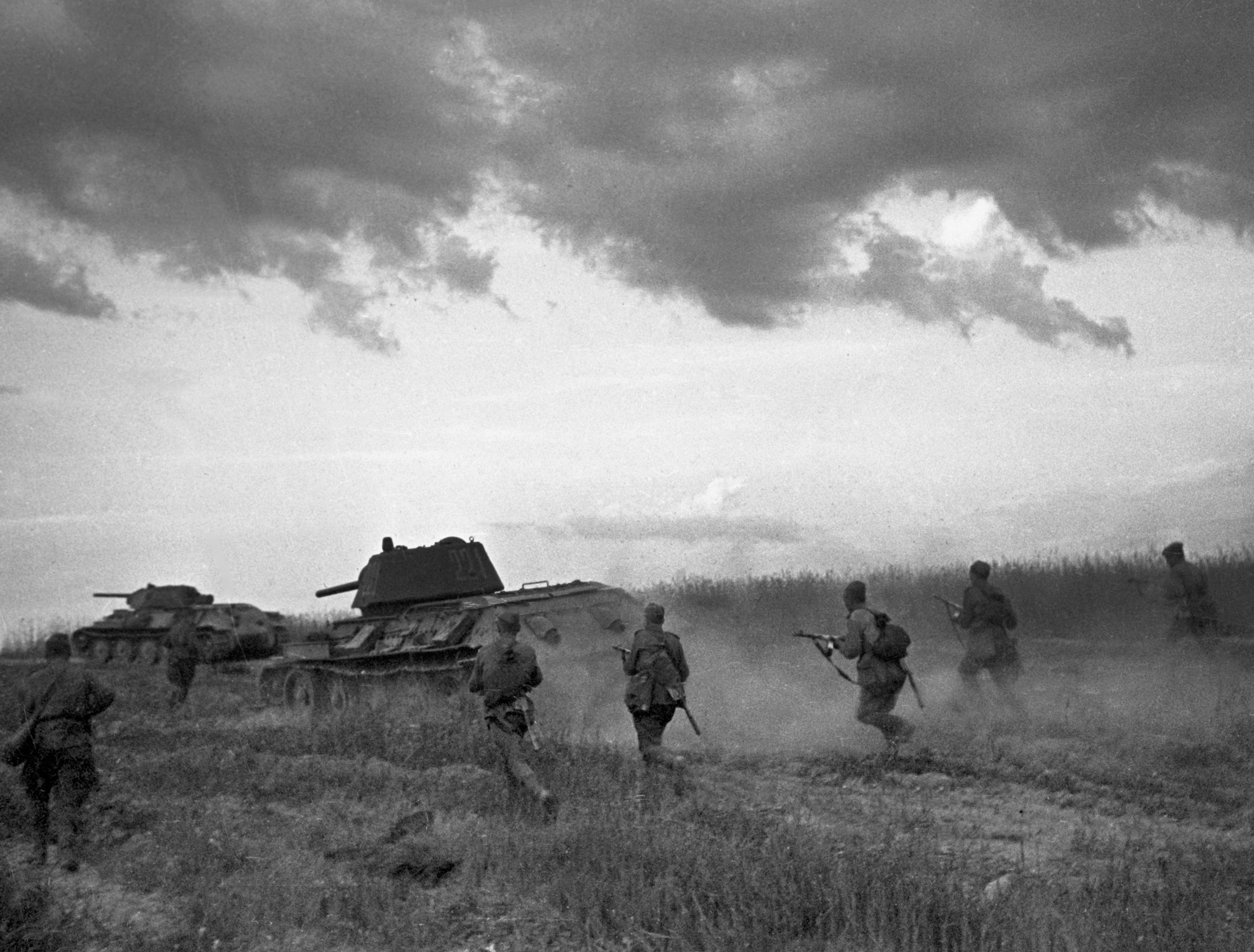
Előrenyomuló T–34-esek Brjanszknál

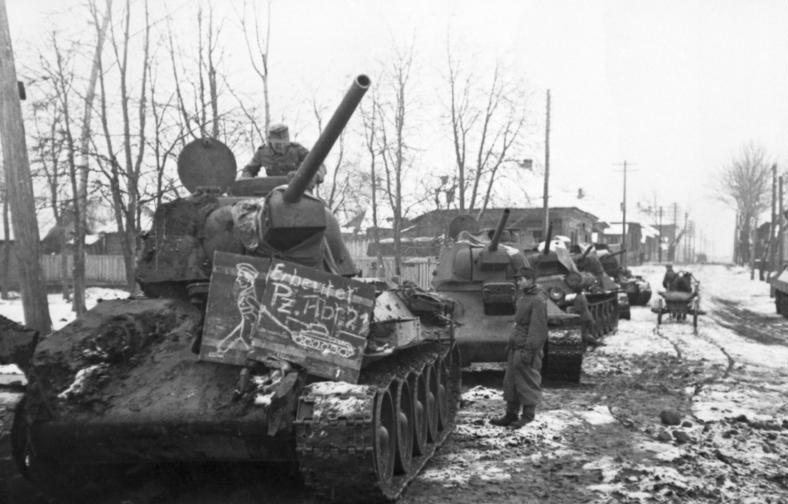
Németek által zsákmányolt és harcba állított T–34-esek oszlopa

A Szovjetunió megalakulása óta egy nagy ideológiai háborúra készült, ahol a régi (értsd: feudalista-kapitalista) és az új (értsd: kommunista) világrend hívei csapnak össze, ezért az első pillanattól kezdve fejlesztett és később gyártott harckocsikat minden létező kategóriában, úgy mint kis-, könnyű-, közepes-, nehéz-, gyors/lovassági-, úszóképes-, stb harckocsi. A húszas években többféle harckocsit terveztek, és több harckocsit gyártottak, mint a világ összes többi része együttvéve. A gyorsharckocsi család (BT–2, BT–5, BT–7, szó szerint lefordítva gyors mozgású harckocsi) fejlesztéséhez J. Walter Christie, amerikai harckocsitervező prototípusai szolgáltak alapul.
Az óriási darabszámok ellenére a hadvezetés egyikkel sem volt maradéktalanul elégedett, folyamatosan jobb harckocsit követelt. A fejlesztés fontosabb mérföldkövei: A-8, A-20, A-32, A-34. Ezek közül az utóbbit fogadták el.
A fejlesztést 1936-ban kezdték meg Mihail Koskin vezetésével, és az első két prototípus 1940 januárjára készült el. A tervezők a két prototípussal Harkovból Moszkvába hajtottak, hogy a Kreml urai előtt így bizonyítsák a harckocsi rendkívül jó menettulajdonságait. Ezután az akkor már elcsendesedett finn frontra irányították, ahol a Mannerheim-vonal elhagyott bunkereinek szétlövésével demonstrálták a T–34-es tűzerejét. Végül a harckocsik Minszken és Kijeven keresztül tértek vissza Harkovba. Koskin 1940. szeptember 26-án belehalt a tüdőgyulladásba, amit a rendkívül megerőltető téli próbák alatt szerzett. Helyét Alekszandr Morozov vette át.
A harckocsi sorozatgyártása a tervek szerint 1940 júniusában indult volna meg, és Harkovban 500, Sztálingrádban pedig 100 T–34-est gyártottak volna az év végéig. Kulik marsall intrikái miatt azonban a tervezett 600 példányból csupán 115-öt sikerült legyártani 1940 decemberéig. 1941-ben összesen 2800 T–34-es gyártását tervezték, melyből 1800 Harkovban, 1000 pedig Sztálingrádban készült volna. A gyártás egyszerűsítése érdekében Vlagyimir Nyicenko egy 52 mm páncélvastagságú öntött tornyot tervezett a harckocsihoz a hegesztett torony kiváltására. 1941 tavaszán korlátozott számú példányt már ezzel az öntött toronnyal szereltek fel. Az 1941. június 22-i német támadásig 1225 db T–34-est sikerült legyártani, melyből 967 került ki a csapatokhoz az invázió kezdetéig.

## Jellemzői
A T–34 esetében sikerült megteremteni a harckocsikat jellemző három alapvető tulajdonság – mozgékonyság, tűzerő, páncélvédettség – összhangját.

### Mozgékonyság
A T–34-esek egyik fontos eleme a Christie-féle futómű speciálisan átdolgozott változata lett, mely nagy sebesség elérését tette lehetővé, de nagy mérete, tömege és ára miatt a harckocsi talán leggyengébb pontja. Azért választották, mert a kor szovjet technológiai színvonalán ez volt a legjobb elérhető. A merev és félmerev felfüggesztés rég elavult, a himbás futómű sérülékeny volt (mind megbízhatóság szempontjából, mind ellenséges tűzzel szemben), és lassabb haladást engedett, a torziós rugós felfüggesztés pedig a szovjet technológiai viszonyokhoz képest túl igényes volt, mely hozzájárult a KV–1 és KV–2 előnytelen megítéléséhez. A második világháború vége óta világszerte az összes jelentős harckocsitípus torziós rugós felfüggesztéssel készült, így a T–34 közvetlen utódjának tekinthető T–44-es is.

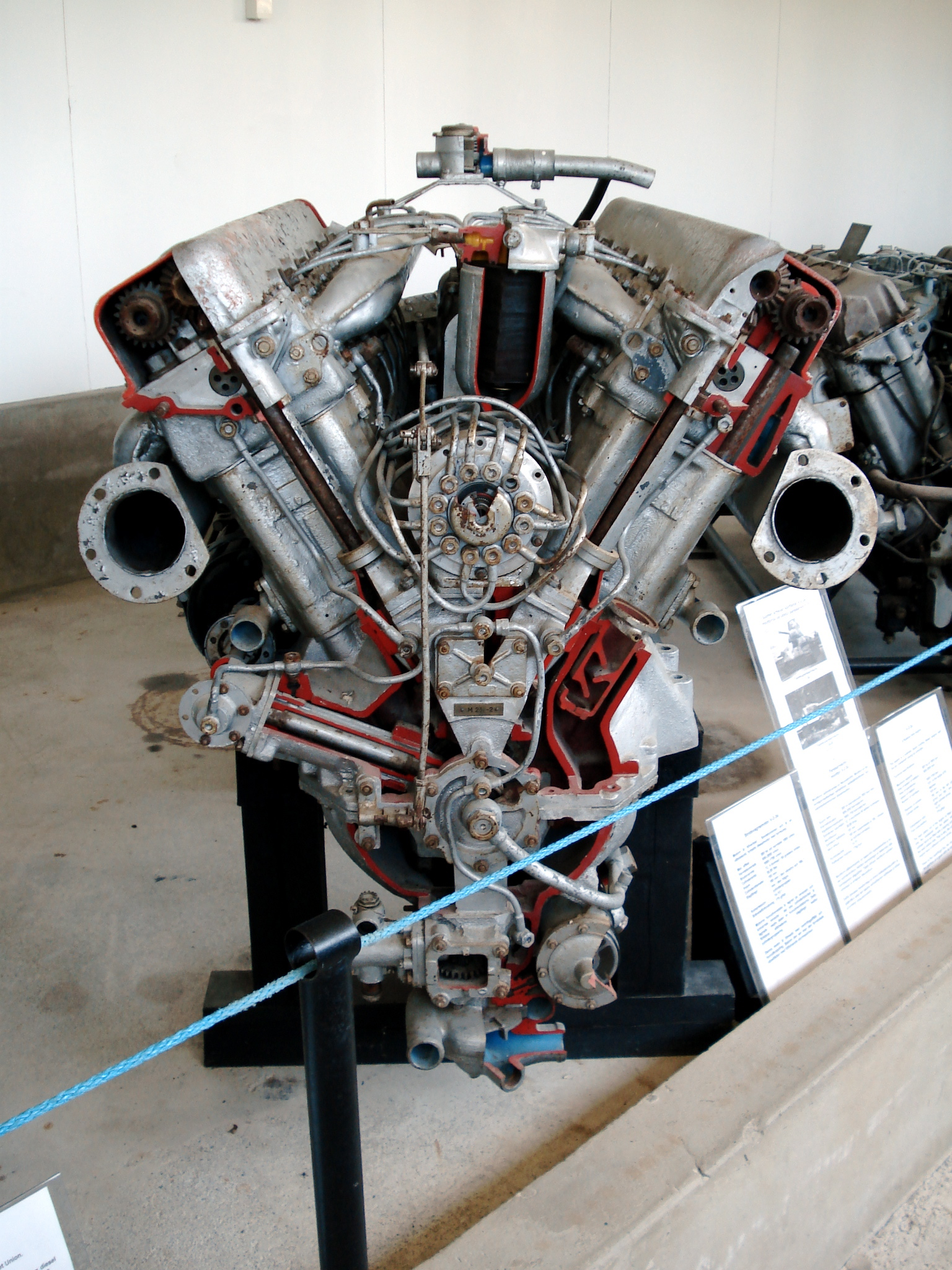
A V-2 motor

Mozgékonyságának másik fontos eleme volt a motorja. A 30-as évek harckocsijait jellemzően benzinmotorok hajtották, a T–34-be ezzel szemben dízelmotort építettek, ezzel sikerült növelni a harckocsi hatótávolságát, valamint csökkenteni a tűzveszélyt. Ez számos képzett legénység életét mentette meg. A 38,88 liter hengerűrtartalmú V–2 típusú V12 hengerelrendezésű öntött alumínium blokkos motor teljesítménye 500 LE volt, amelynek hengerszöge a szokásos 90° helyett a ritkábban használt 60°. Mind a 12 henger egy közös főtengelyt hajt. A motort Konsztantyin Cselpan vezetésével tervezték.
A T–34-est hajtó motor üzemeltetése során az egyik fő probléma a konstrukciósan hibás porszűrő volt. A nem megfelelően hatékony porszűrők miatt a motorba jutó por 70 órán belül tönkretehette a motort, ami gyakran előbb is bekövetkezett. A poros nyári utakon a motor egyetlen menet során annyi port szívhatott, hogy az jelentősen csökkenthette a teljesítményt.

### Tűzerő
A szériagyártás 1940-ben a viszonylag elavult L-11-es löveggel kezdődött, ennek űrmérete 76,2 mm volt, mely jóval nagyobb volt a kor megszokott harckocsilövegeihez képest.
1941-től felváltotta a jóval korszerűbb F-34-es löveg, melyet a jóval drágább KV-1-ben is használtak, gyakorlatilag feleslegessé téve azt.
A szovjet mérnökök 1943-ban az eredetileg légvédelmi ágyúnak készült 85 mm-es űrméretű L/51,5-es harckocsiágyút szereltek bele, amelynek páncéltörő képessége 914 méterről 30°-os becsapódási szög esetén is elérte a 95 millimétert. A szovjet mérnökök szerint ez elegendő volt a Tigrisek ellen, amelyeknek ugyan 102 mm-es homlokpáncéljuk volt, de azok függőlegesen álltak, így a becsapódási szög általában nem nagyon tért el a 90°-tól.

### Páncélvédettség
A T–34 megjelenésekor a nehezebb közepes harckocsik 10-15 t körüli súlyt nyomtak, a Pz IV 20 t körüli tömege hatalmasnak számított, ehhez képest a T–34 a maga 32 tonnájával más hadseregekben már nehéz harckocsi lett volna.
Páncélvastagsága 40–45 mm volt, ami megfelelt potenciális ellenfeleinek, de 60 fokkal megdöntötték, ami megnövelte a páncélzatban megteendő út hosszát, ráadásul a kor keményfém magvas lőszerei könnyen lepattantak róla. Hátránya volt, hogy a tank belsejében rendelkezésre álló teret is nagyban csökkentette, így az a személyzet számára igen szűkös lett.
Az öntött torony szabadabb alakválasztást tett lehetővé tervezőinek, mint német ellenfelei esetében, és a páncélvastagságot is jobban lehetett variálni.
Védettségét oldalról tovább növelték a nagyméretű futógörgők.
Steven J. Zaloga több művében is leírta, hogy a döntött oldalpáncél jelentős hátrányokkal járt. Az ugyan igaz, hogy növelte a védettséget, viszont mellette összenyomta a tank belső terét. Ez hozzájárult ahhoz, hogy a típust nagyon zsúfolt volt, ami miatt a páncélt átütő lövedékek magas valószínűséggel meggyújtottak vagy felrobbantottak valamit.
Komoly hátrányt jelentett a teljes szovjet harckocsigyártásban az öntvények minőségének egyenetlensége, ezért az öntött torony további problémákat vetett fel. Az öntvény minőségét alapvetően befolyásolták az ötvözőanyagok, amiket a gyártástechnológiában nem tudtak egyenletesen adagolni, illetve az edzési körülmények, ahol a szükséges hőmérsékletet nem lehetett folyamatosan fenntartani. Az öntvények többsége rideggé vált, és nem érte el az elméletileg lehetséges védelmet.

## Bevetése
1941 nyarán a németeket sokkolta a T–34-esekkel és KV–1-esekkel történő találkozás. 37 mm-es páncéltörő lövegük teljesen hatástalannak bizonyult e harckocsik ellen, lövedékei valósággal lepattantak róluk. Volt olyan T–34, amely 24 találatot kapott és még folytatta a tüzelést. A Panzer III-as harckocsiknak szemtől szemben szintén nem volt esélyük a T–34-esek és KV-1-esek ellen. A szovjetek mégsem tudták kiaknázni minőségi fölényüket és az új harckocsik java része úgy veszett oda, hogy semmi hatást sem tudott gyakorolni a hadjárat menetére. Ennek szervezeti és műszaki okai is voltak, a háború első napjaiban tapasztalható fejetlenséget, és első hónapjaiban tapasztalható stratégia teljes hiányát nem említve.

### Szervezeti okok
- A sztálini tisztogatások miatt hiányoztak a hozzáértő, tapasztalt tisztek, mind a stratégiai, mind a taktikai vezetésből.
- A harckocsik személyzetének gyenge kiképzettsége. Egyes tankparancsnokok 20 órás kiképzésben részesültek, nem voltak tisztában a harckocsi képességeivel, sem a harceljárásokkal. A harckocsi személyzetének többi tagja még kevesebbet gyakorolhatott, egy olyan korban, egy olyan országban, ahol nemhogy harckocsit, autót se sokan láttak, és így kellett a kor csúcstechnológiáját képviselő harckocsiban vezetőnek lenni.
- A rádiók hiánya. A háború nem magányos pisztolyhősök párbaja, a haditerveket folyamatosan adaptálni kell a szituációhoz és a rajok, századok mozgását koordinálni. A szovjet doktrina szerint a hajókhoz hasonlóan zászlókkal kellett volna ezt megtenni, ami harci körülmények közt lehetetlen volt.
- A lőszerhiány és a pótalkatrészek hiánya. Ez 1941 telére helyreállt.
- A műszaki mentőjárművek hiánya. A szovjet vezetés talán a hatalmas volumenű gyártás miatt nem tartotta lényegesnek az alakulatok felkészítését tábori körülmények közti gyors javításokra. Az előzőektől eltérően ez nem egy, a meglepetés miatti hiba volt.

### Műszaki okok
- A szűk, kétszemélyes toronyban a harckocsiparancsnoknak kellett a löveg célzását is végezni, így a tényleges parancsnoki teendőkre alig maradt ideje. A németek a gyakorlati tűzgyorsaságot a sajátjuk harmadára becsülték. Ez a hiba csak a T–34/85-ös 1943-as hadrendbe állításával szűnt meg.
- Az optika. A gyenge minőségű célzóberendezés miatt hiába rendelkezett kiemelkedő páncélátütő képességgel (1941-ben) nagyobb távolságból mozgó célpont eltalálása gyakorlott személyzetnek is nehézséget okozott.
- A löveg. A lövedék kezdősebessége alacsony volt, mind az F-34-es löveg (hosszú csövű Pz IV-hez képest), mind a D-5-ös löveg (Pz V-höz képest) esetén. Ráadásul a háború végéig hiányzott a dedikált páncéltörő lőszer, a szovjetek nagy robbanó erejű lőszert használtak e célra.
- Gyatra gyártási minőség. Békeidőben csak a legjobb minőséget szerzi be a hadsereg, háború esetén viszont sokkal fontosabb a darabszám. A kommunista iparra egyébként sem jellemző a minőség-ellenőrzés magas színvonala, így gyakorlatilag minden legyártott alkatrészt beépítettek. Ezt megfejelte a gyárak keletre telepítése miatt többségében friss, képzetlen munkaerő alkalmazása, akik sokszor nem csak hogy gyárban nem dolgoztak még, de írni sem tudtak. A hegesztett páncéltest lemezei közt sokszor ujjnyi rések voltak.
- Megbízhatóság: Meglehetősen sok egymásnak ellentmondó információ elérhető a T–34-es megbízhatóságáról. Pozitív megítélését a szovjet propagandán kívül két oknak köszönheti. Egyfelől az 1941 végi Moszkva környéki harcokban a német harckocsik nem indultak el, a fagyott akkumulátoruk, a téli üzemanyag és kenőanyag hiányában, és mivel a szovjetek sűrített levegős tartályról indították a motort, valamint rendelkeztek orosz körülmények közt használható üzem- és kenőanyaggal, a T–34-esek működőképesek maradtak. Másfelől a háború vége felé gyártott szovjet, valamint a háború után gyártott külföldi, főleg csehszlovák tankok megbízhatósága tényleg a kor színvonalán volt. Ezekkel szemben a negatív megítélést erősíti, hogy a háború folyamán a legtöbb fejlesztés az olcsóbb gyárthatóságot szolgálta. Ennek következtében bár sikerült a gyártás költségét lefelezni az 1941-es 270 000 rubelről 1943-ra 135 000 rubelre, de ennek az volt az ára, hogy a legtöbb alkatrészt már csak 2000 km-re tervezték, gondolván, hogy a háborús elhasználódás gyorsabb. Mindez magas karbantartásigényt jelentett, és például a kurszki csata idején a rendszerben lévő páncélosoknak csupán fele volt bevethető.
- Egyéb apróságok. A Christie-féle felfüggesztés nagyon hangos volt. A váltó annyira nehezen járt, hogy a vezető teljesítménye egy hosszabb bevetésen gyorsan csökkent.

## Gyártása
Mindeközben a T–34-esek folyamatos gyártása is nagy nehézségekbe ütközött. 1941 júliusában megkezdődött a gyárak Urálon túlra telepítése. Augusztus második felében a Harkovi Mozdonygyárat (183. sz. gyár) elkezdték Nyizsnyij Tagilba telepíteni, ahol Uralvagon (183. sz. gyár) néven kezdett újra termelni, de az első harckocsi csak december 20-án gördülhetett le a szerelősorról. A kieső termelés kompenzálására a gorkiji Krasznoje Szormovo gyárban is megkezdődött a T–34-esek gyártása. Az első harckocsikat novemberben kapta meg innen a Moszkvai Front. Az omszki 174. sz. gyár is ráállt T–34-es alkatrészek gyártására. 1941 második felében 1886 db T–34-es készült el, java részük Sztálingrádban.
Amikor a német 6. hadsereg Sztálingrád felé tört előre, nyilvánvalóvá vált, hogy a gyártást innen is át kell helyezni, bár a munkások a traktorgyárban, ahol az 1942 nyaráig legyártott T–34-esek 42%-a készült, szinte az utolsó pillanatig, 1942 szeptemberéig folytatták a termelést. Októbertől a szverdlovszki Uralmas gyárban folytatódott a gyártás. A tornyot átalakították háromfősre. A parancsnok függetlenítése növelte a típus hatékonyságát.
1940 és 1944 között több mint 35 000 T–34/76 típusú harckocsit gyártottak le. Két fő változata a T–34/76 és a T–34/85 volt. Előbbi 76,2 mm-es, utóbbi 85 mm-es löveggel rendelkezett. A háború után a Szovjetunió leállította sorozatgyártását, és a T–44-es, illetve T–54-es típusokkal váltotta fel. Lengyelországban és Csehszlovákiában viszont még számos T–34/85-öst gyártottak az 1950-es években. Ezek egy része számos hidegháborús konfliktusnak résztvevője lett.
| Model                  | T–34 Model 1940 | T–34 Model 1941 | T–34 Model 1942 | T–34 Model 1943 | T-43 prototype | T–34-85        | T-44       |
| ---------------------- | --------------- | --------------- | --------------- | --------------- | -------------- | -------------- | ---------- |
| Tömeg                  | 26 tonna        | 26,5 tonna      | 28,5 tonna      | 30,9 tonna      | 34 tonna       | 32 tonna       | 31,9 tonna |
| Löveg                  | 76.2 mm L-11    | 76.2 mm F-34    | 76.2 mm F-34    | 76.2 mm F-34    | 76.2 mm F-34   | 85 mm D-5T     | 85 mm D-5T |
| Lőszerjavadalmazás     | 76 lőszer       | 77 lőszer       | 77 lőszer       | 100 lőszer      |                | 60 lőszer      | 58 lőszer  |
| Belső üzemanyagtartály | 460 liter       | 460 liter       | 460 liter       | 610 liter       |                | 556-935 liter  | 500 liter  |
| Hatótáv úton           | 160–290 km      | 160–290 km      | 160–290 km      | 330 km          | 240 km         | 250-300-485 km | 250–260 km |
| Páncélzat              | 15–45 mm        | 20–52 mm        | 20–65 mm        | 20–70 mm        | 16–90 mm       | 20–90 mm       | 15–120 mm  |
| Ár                     |                 | 270,000 rubel   | 193,000 rubel   | 135,000 rubel   |                | 164,000 rubel  |            |

## Összegzés
A T–34-es ideális típus volt a szovjeteknek egyszerűsége és olcsósága miatt. 1941-ben a kor bevett páncéltörő lövegei 37/40/45/47/50 mm-esek voltak, mindezekkel szemben a 3 hüvelykes lövegnek nem akadt párja. A németek csak szervezettségüknek és képzettségüknek köszönhették az előretörést. 1942/-43 folyamán a műszaki fölénye megszűnt, de az új 85 mm-es löveg és az új három személyes lövegtorony miatt még egyszer meglepetést okozott. 1944/-45-ben fokozatosan túlhaladottá vált. Bár a szovjetek 1944-re kifejlesztették az utódját, a T–44-est, azt csak kis sorozatban gyártották, mert a magasabb veszteségek árán is fontosabbnak tartották a nagy tömegű folyamatos gyártást. A koreai háborúra végzetesen elavult, a gyakorlatlan északi és kínai személyzeteknek nagy arányú veszteségeket okoztak az M–26-ok.

## Változatok

### Harckocsi típusváltozatok

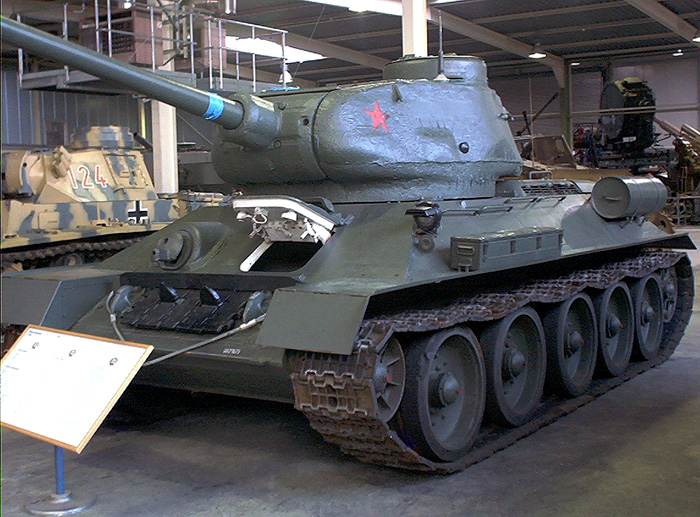
T–34/85

- 1940-es modell (Német jelölés: T–34/76A) – Az L–11-es 76,2 mm-es löveggel gyártották, mely nem váltotta be a hozzá fűzött reményeket.
- 1941-es modell (Német jelölés: T–34/76B) – Az előzőnél sokkal jobb L–34-es 76,2 mm-es löveggel, nehezebb páncélzattal és öntöttvas toronnyal gyártották. Ára: 269 500 rubel.[forrás?]
- 1942-es modell (Német jelölés: T–34/76C) – Több, kisebb jelentőségű változtatást vezettek be a könnyebb gyárthatóság és az alacsonyabb költségek érdekében. A vezető újfajta búvónyílást kapott, a lánctagok formáját módosították. Az alváz oldalsó páncélzatát 40 mm-ről 45 mm-re növelték. A gumihiány miatt új, teljes egészében acél futógörgőket alkalmaztak. A hiány enyhültével az első és az utolsó futógörgő ismét gumírozott lett. Ára: 193 000 rubel.[forrás?]
- 1943-as modell (Német jelölés: T–34D, E és F) – Újratervezett, nagyobb, hatszögletű toronnyal gyártották, melynek homlokpáncélzata 70 mm, oldalsó páncélzata pedig 52 mm volt. A németek Mickey Mouse-nak hívták, mert a tornyon lévő két búvónyílás kinyitott, kerek fedele meghökkentően emlékeztetett a Disney-figura füleire. A későbbi változat parancsnoki kupolát kapott. Ellentétben a korábbi változatokkal, az 1943-as modelleknek már 75-80%-a fel volt szerelve rádióval.
- T–34/57 – Kevesebb mint 324 db T–34-est 1941-ben és 1943–1944 folyamán a ZiSZ–4-es 57 mm-es löveggel szereltek fel és páncélvadászként használtak. Néhányuk részt vett a moszkvai csatában.
- T–34-85 1943-as modell (Német jelölés: T–34/85) – 1944. február–márciusban kis sorozatban gyártott változat, a D–5T 85 mm-es löveggel és továbbfejlesztett, háromszemélyes toronnyal.
- T–34-85 1944-es modell (Német jelölés: T–34/85) – Az egyszerűbb ZiSZ–SZ–53-as 85 mm-es löveggel gyártották.
- Panzerkampfwagen T–34(r) – Németország által zsákmányolt T–34-esek.

### T–34 alvázra épített egyéb harcjárművek
- Lángszórós harckocsik – Az OT–34 és OT–34–85 típusokon a homlokpáncélba épített géppuska helyére lángszóró került.
- PT–34 – Aknamentesítő jármű, főleg az 1943-as és a T–34–85 változaton alapult.
- Önjáró lövegek – A T–34 alvázára épített páncélvadászok.
  - SZU–122
  - SZU–85
  - SZU–100

## Alkalmazók
A második világháború alatt és után sok országban alkalmazták a típust. 1996-ban még 27 országban szolgálatban volt, ezeket (*) jelöli.
| Európa és Amerika - Albánia* - Ausztria - Bosznia-Hercegovina* - Bulgária* - Csehszlovákia - Ciprus - Finnország – Zsákmányolt darabokat - NDK - Görögország - Harmadik Birodalom – Zsákmányolt darabokat - Horvátország* - Jugoszlávia - Koszovó* - Kuba* - Magyarország - Lengyelország - Románia* - Törökország - Szerbia* - Szlovénia - Szovjetunió | Közel-Kelet és Ázsia - Afganisztán* - Dél-Jemen* - Észak-Jemen - Észak-Korea* - Indonézia - Irak - Irán - Izrael – Zsákmányolt darabokat - Kambodzsa* - Kína - Laosz* - Libanon - Mongólia - Palesztina - Pakisztán - Szíria - Vietnám* | Afrika - Algéria* - Angola* - Egyenlítői-Guinea* - Egyiptom - Etiópia* - Guinea* - Bissau-Guinea* - Kongói Köztársaság* - Líbia - Mali* - Mozambik* - Namíbia* - Szomália* - Szudán* - Togo* - Zimbabwe* |

## Képtár

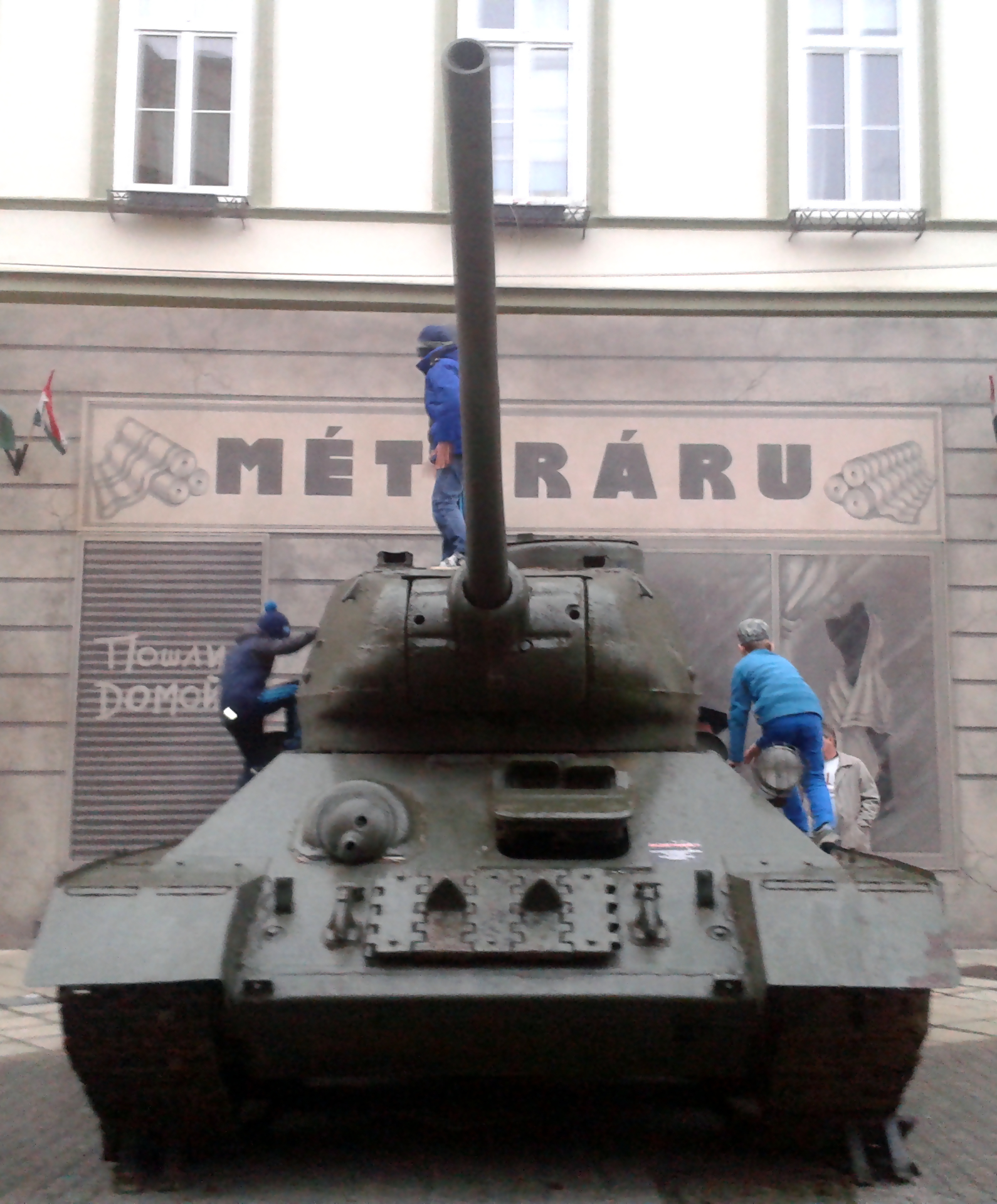
Az 1956-os forradalom ünnepére felállított T–34-es tank Kaposvárott, 2016-ban
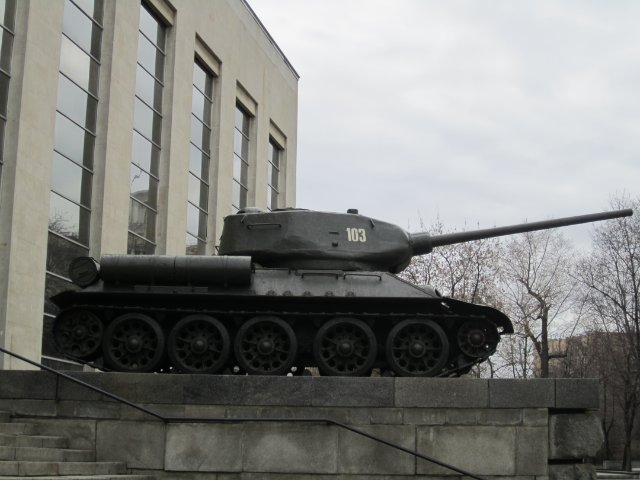
T–34-es harckocsi a Fegyveres Erők Központi Múzeumának főbejárata előtt Moszkvában
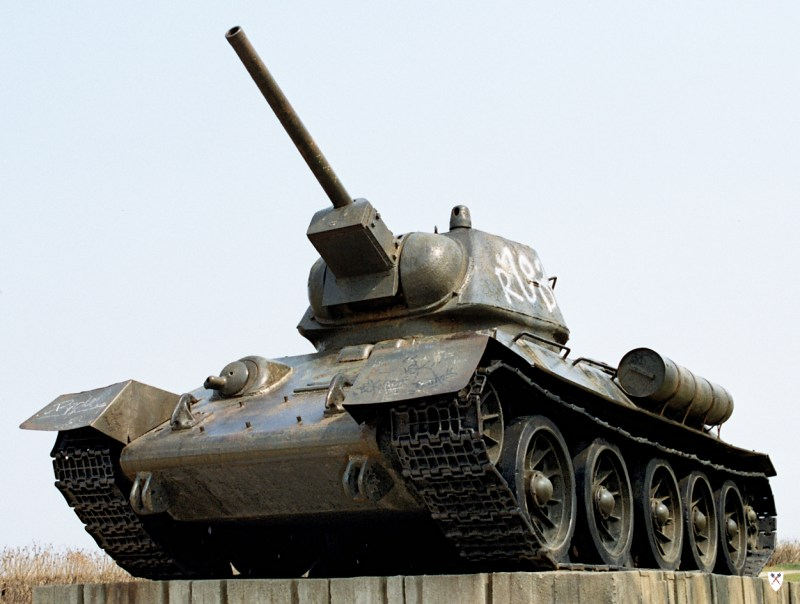
1943-as típusú T–34-es emelt alapzaton Gdańskban
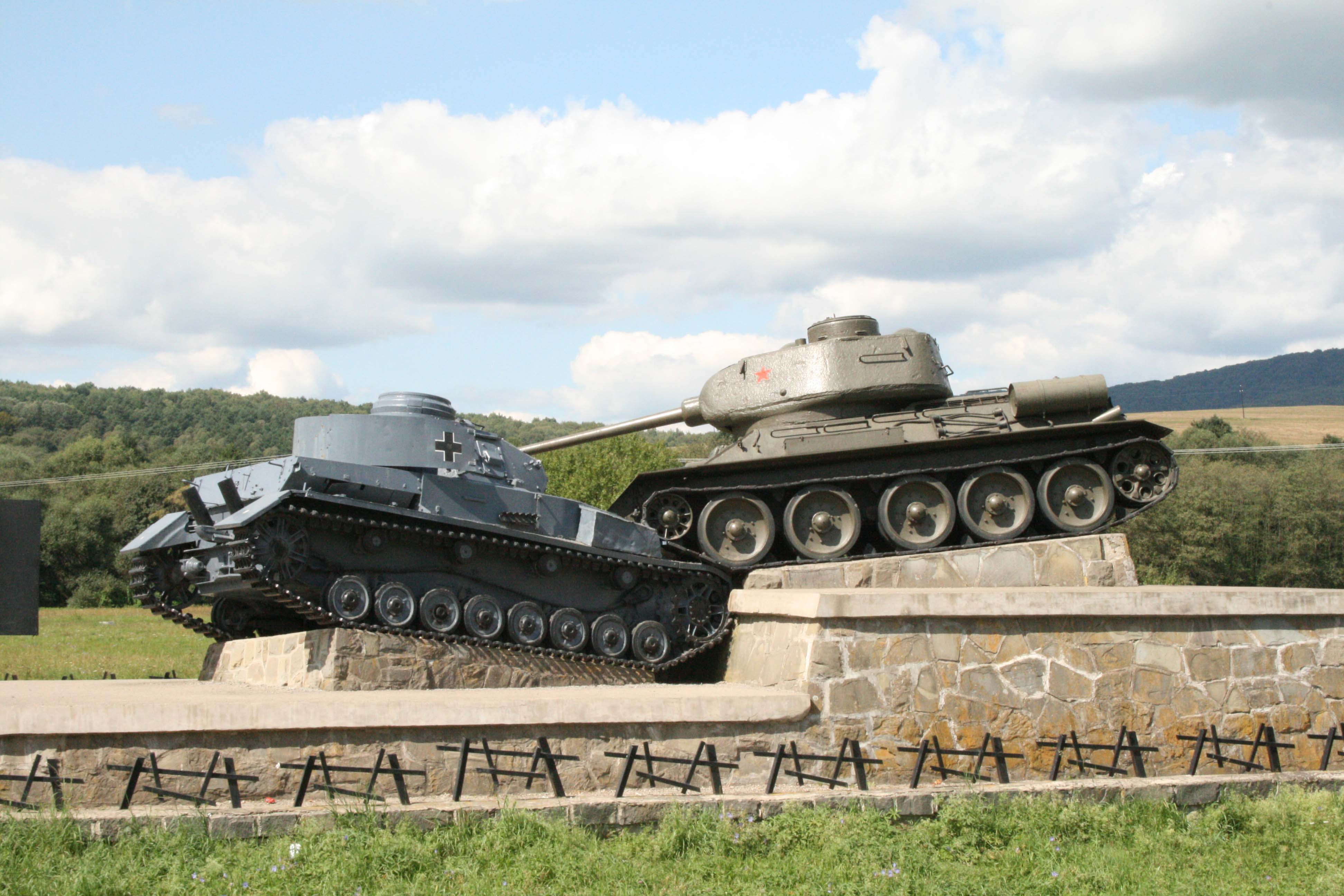
A keleti-kárpátoki áttörés harckocsi-emlékműve a duklai-szorosban
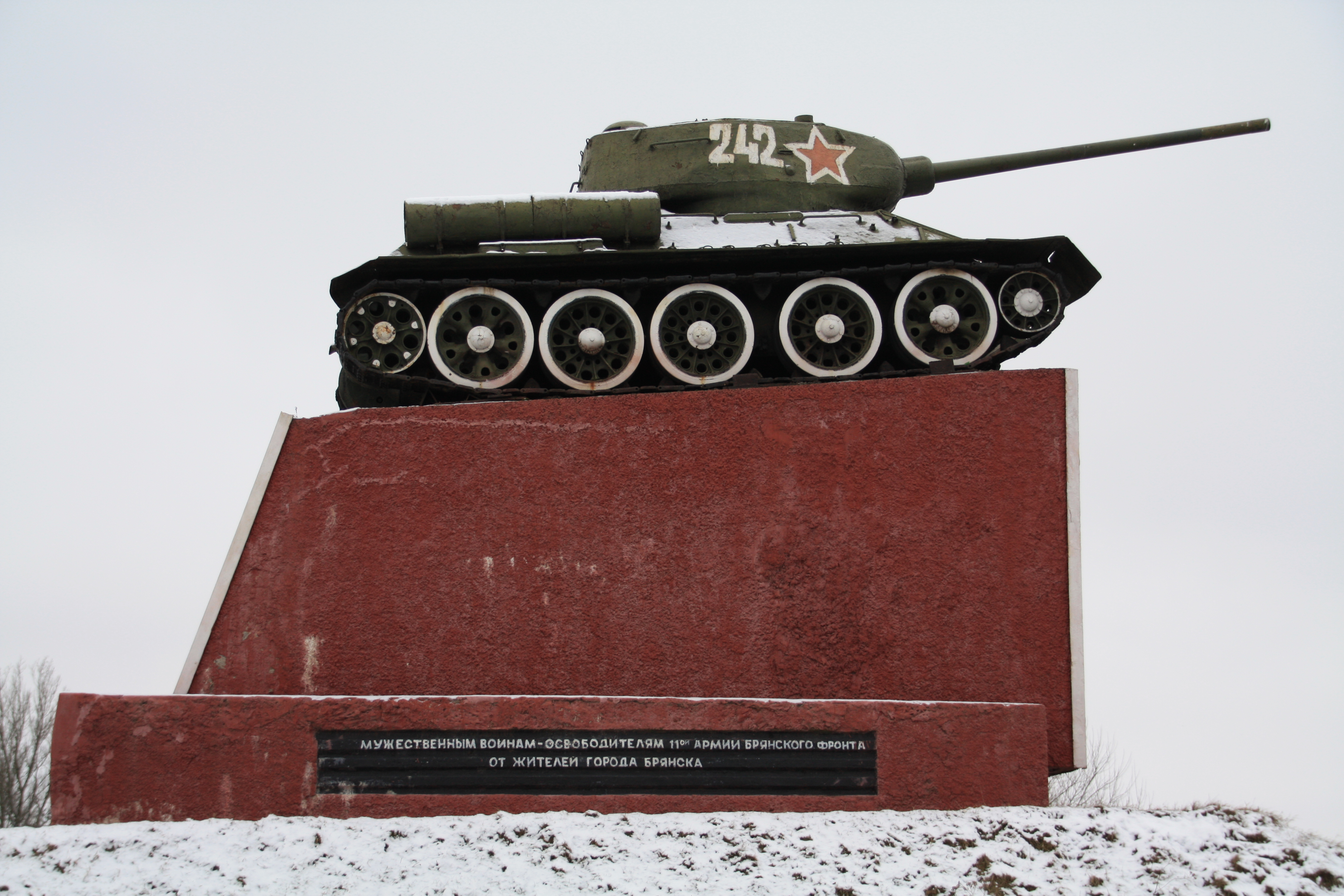
Т–34–85 emlékműként Brjanszkban
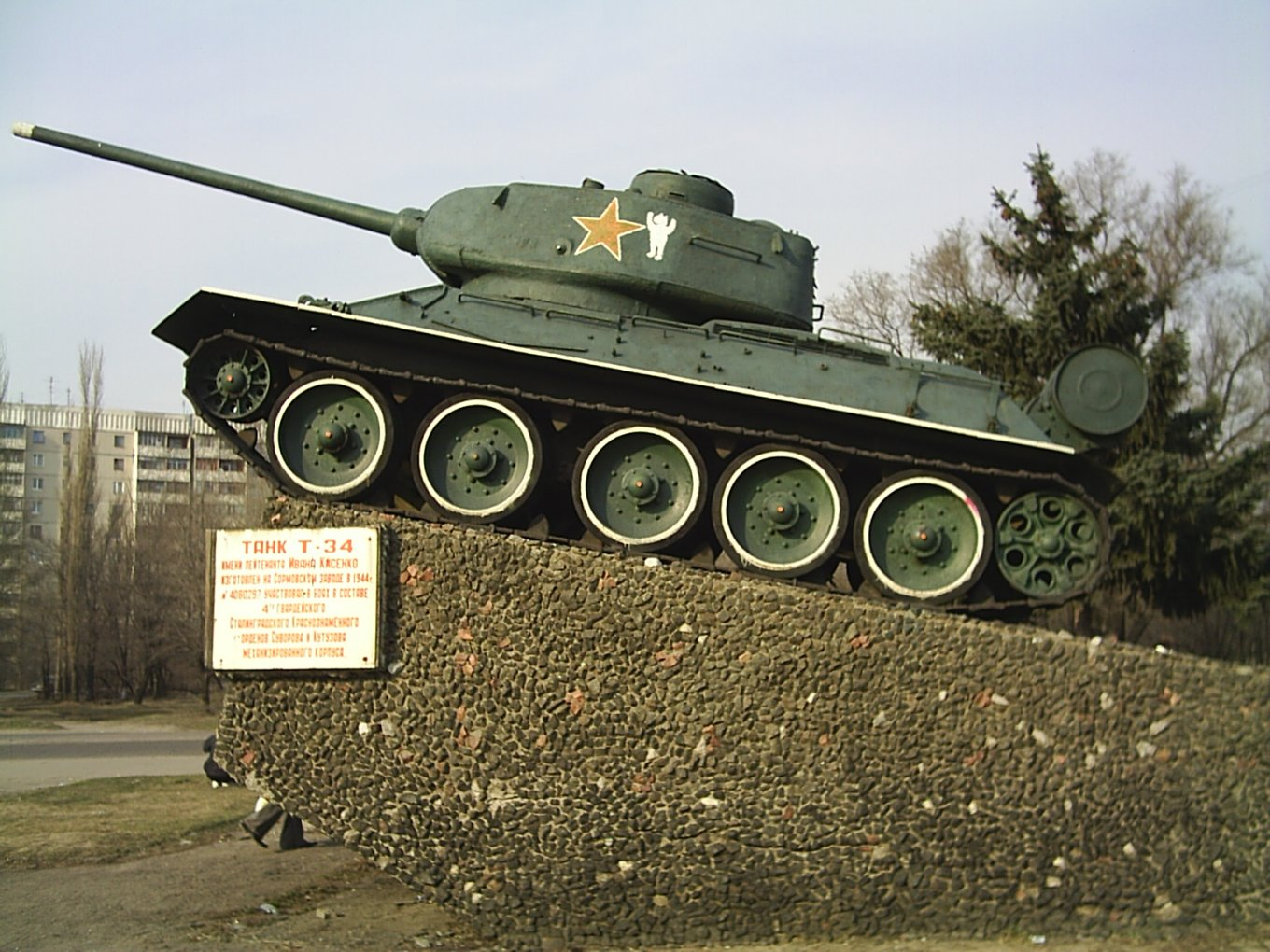
T–34–85 Luhanszkban
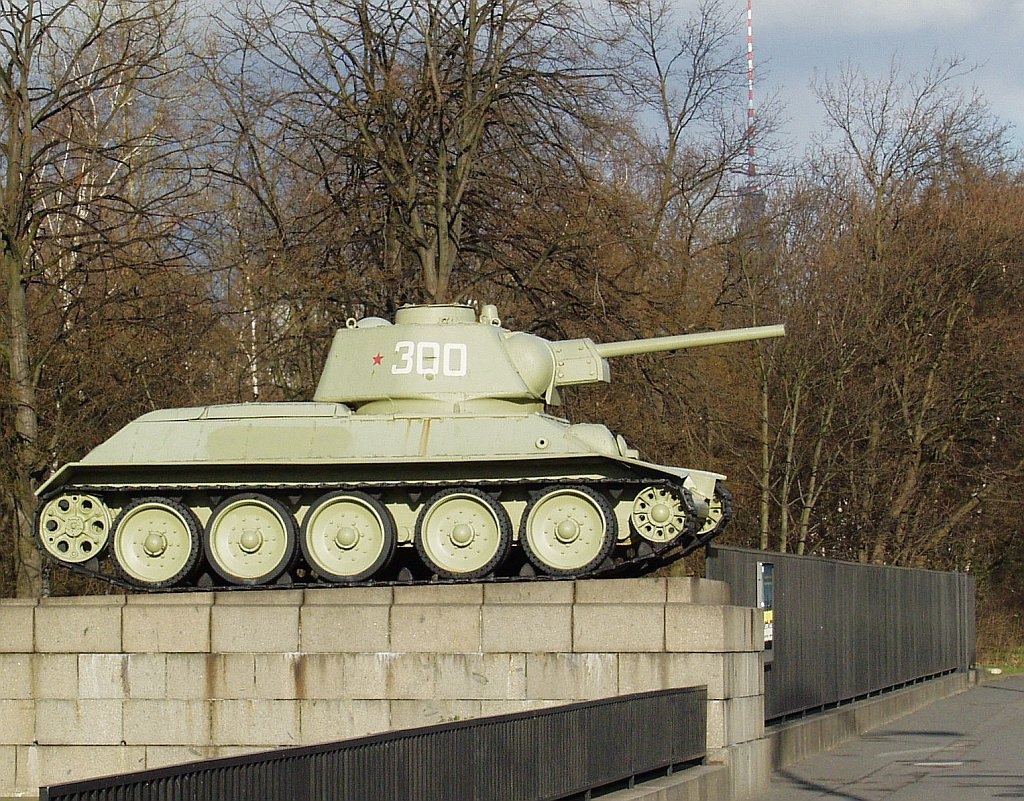
A Т–34 emlékművének képe 1943а Berlinben
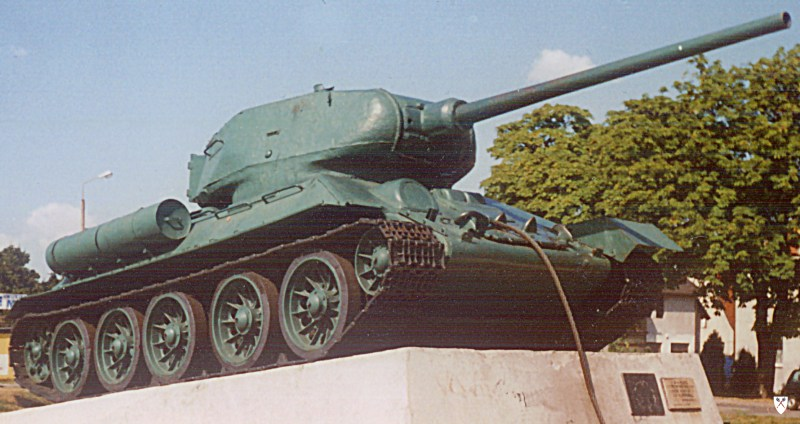
T–34–85 Wejherowóban, Lengyelország, Pomerániai vajdaság
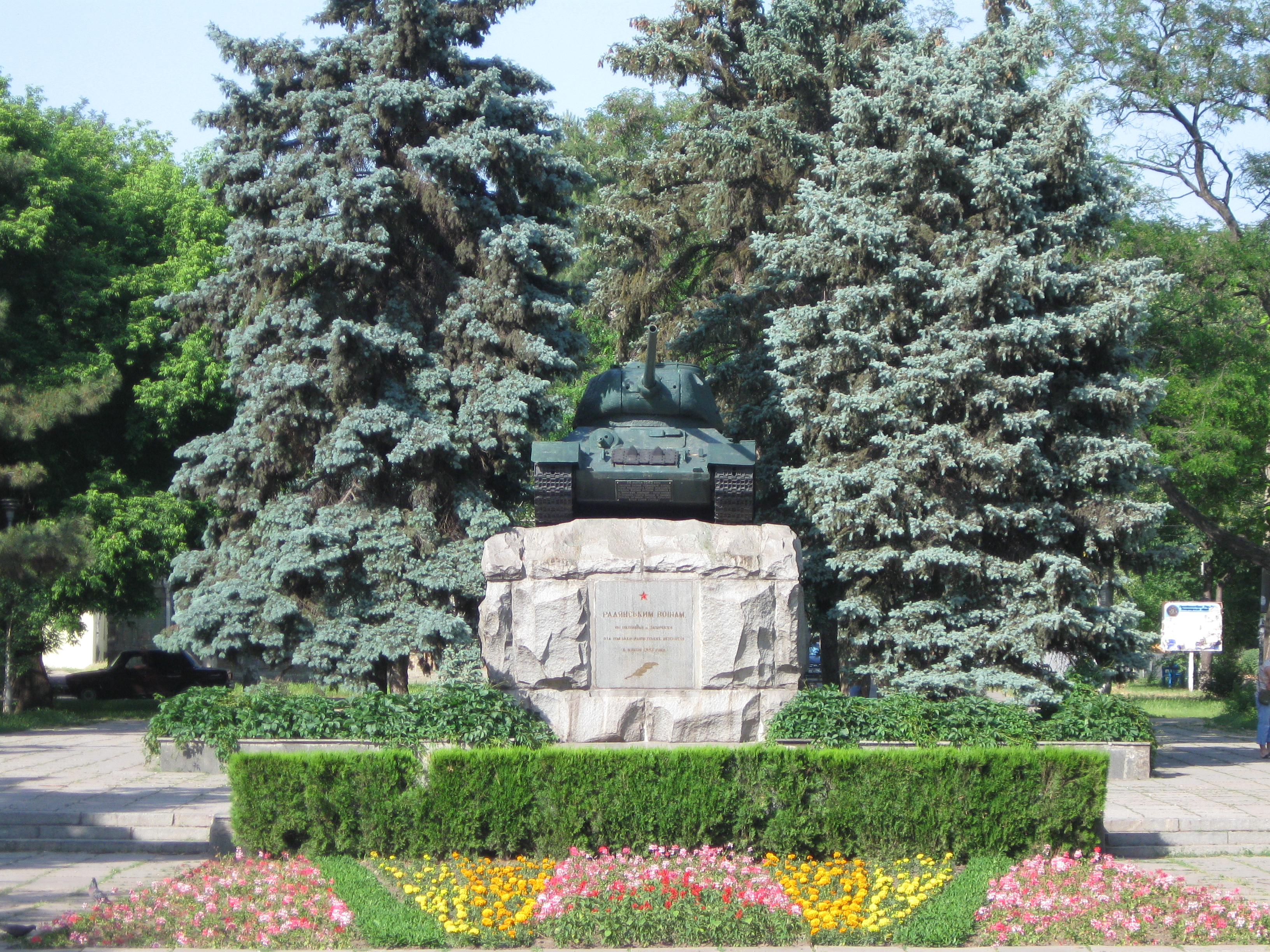
Т–34–85 Zaporizzsjában, a Szovjetek terén
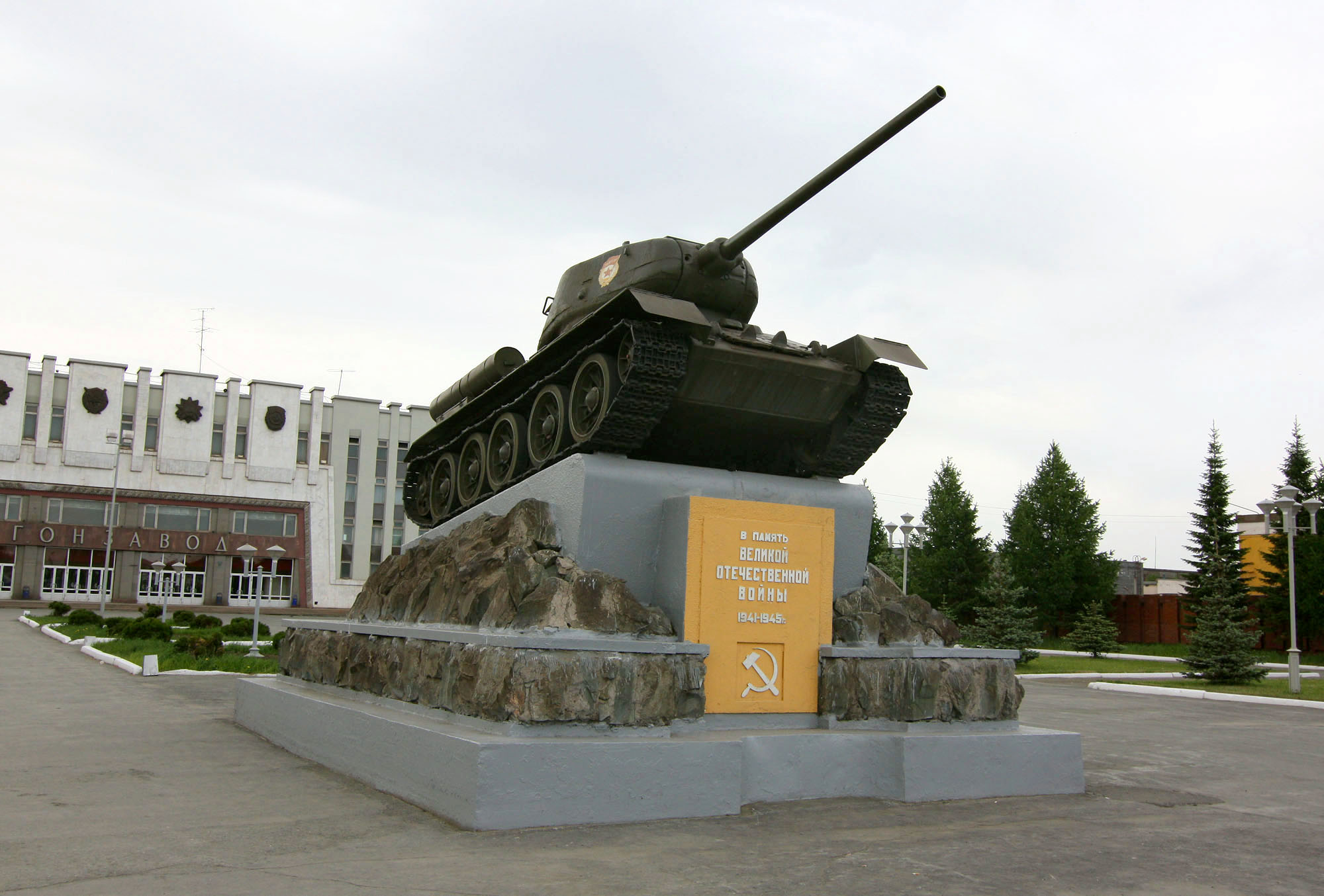
T–34–85 az Uralvagonzavod gépgyár előtt az oroszországi Nyizsnyij Tagilban
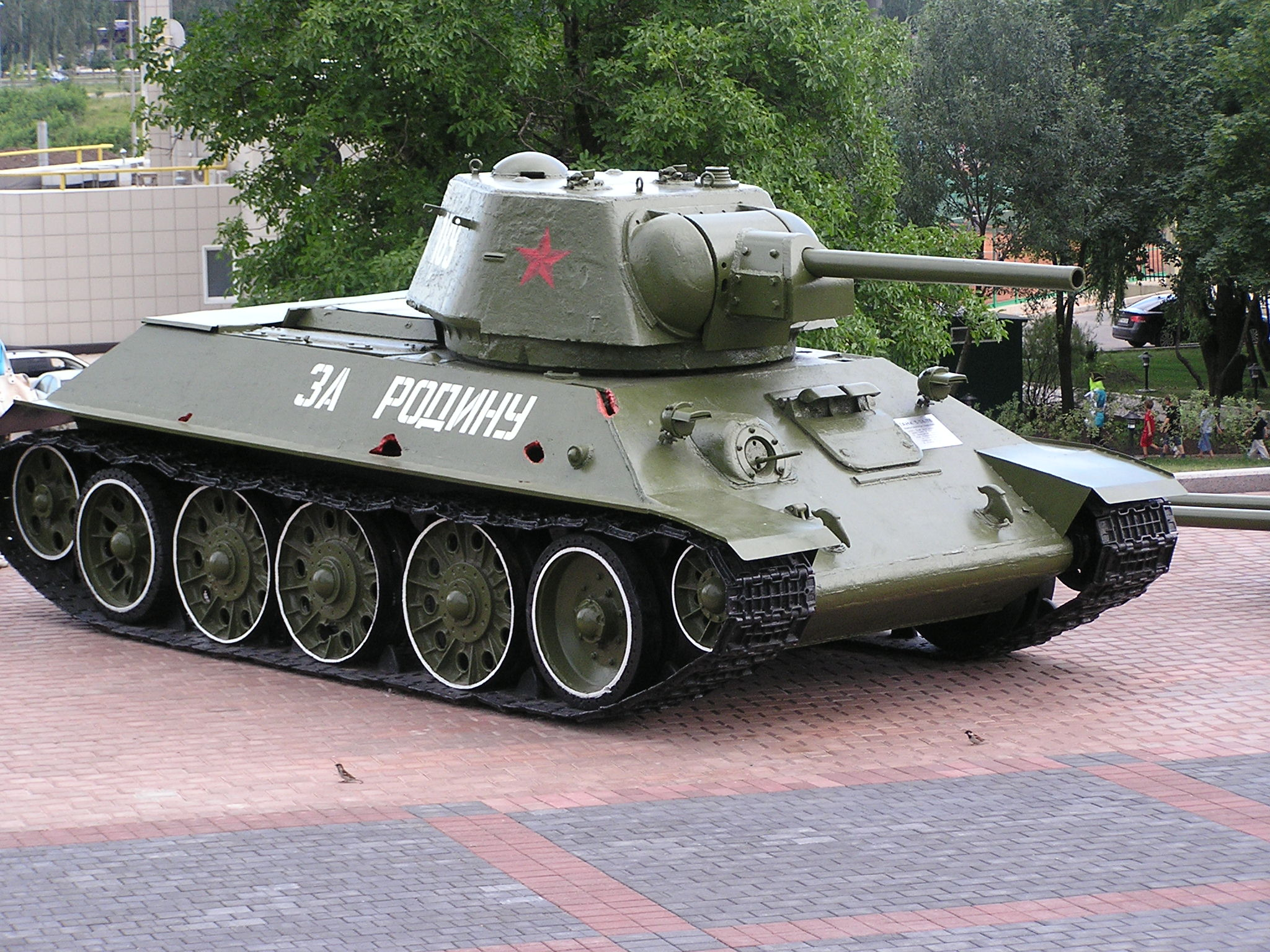
Т–34-es a donecki felszabadítás emlékműnél
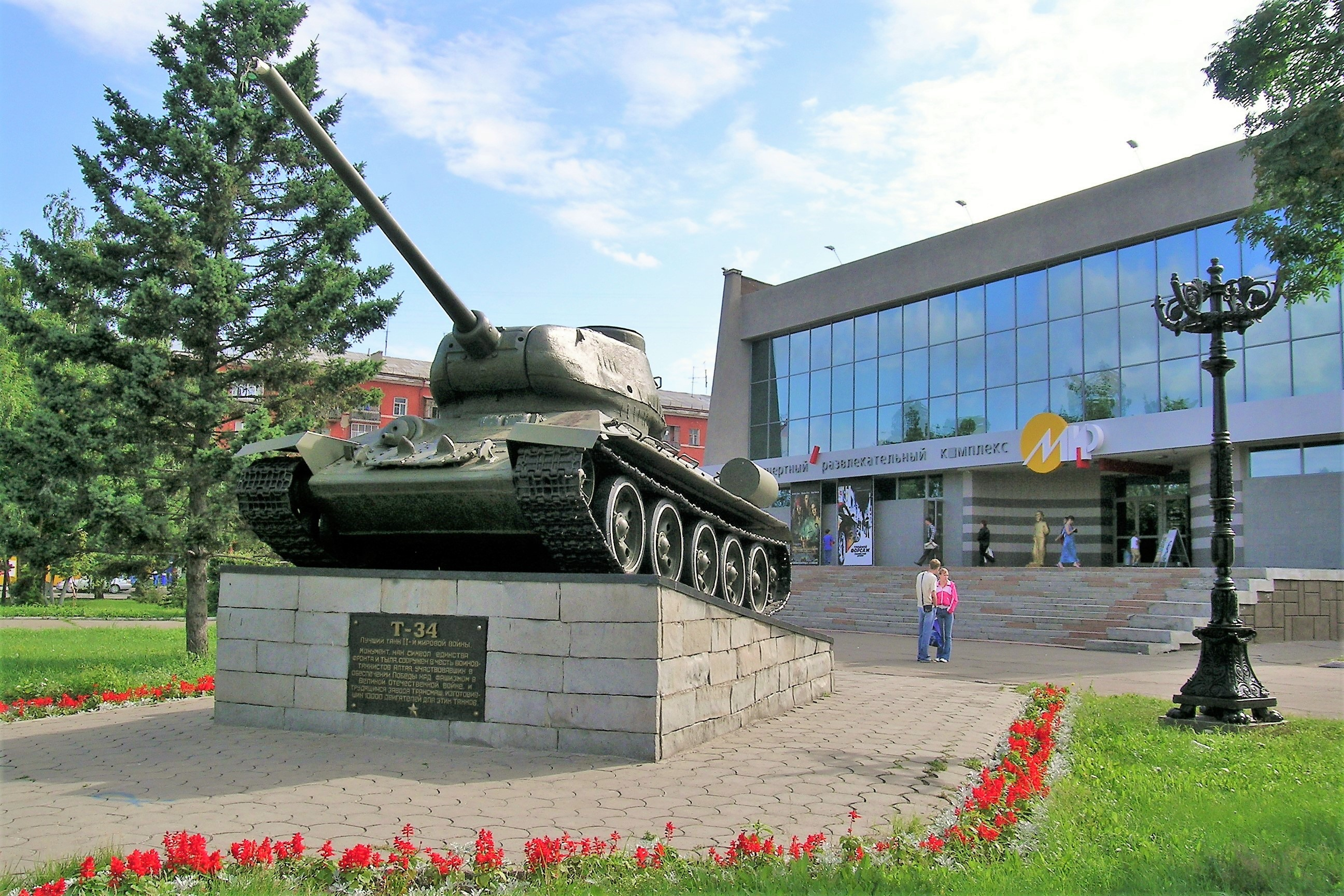
A Mir mozi előtti emlékmű a nyugat-szibériai Barnaulban
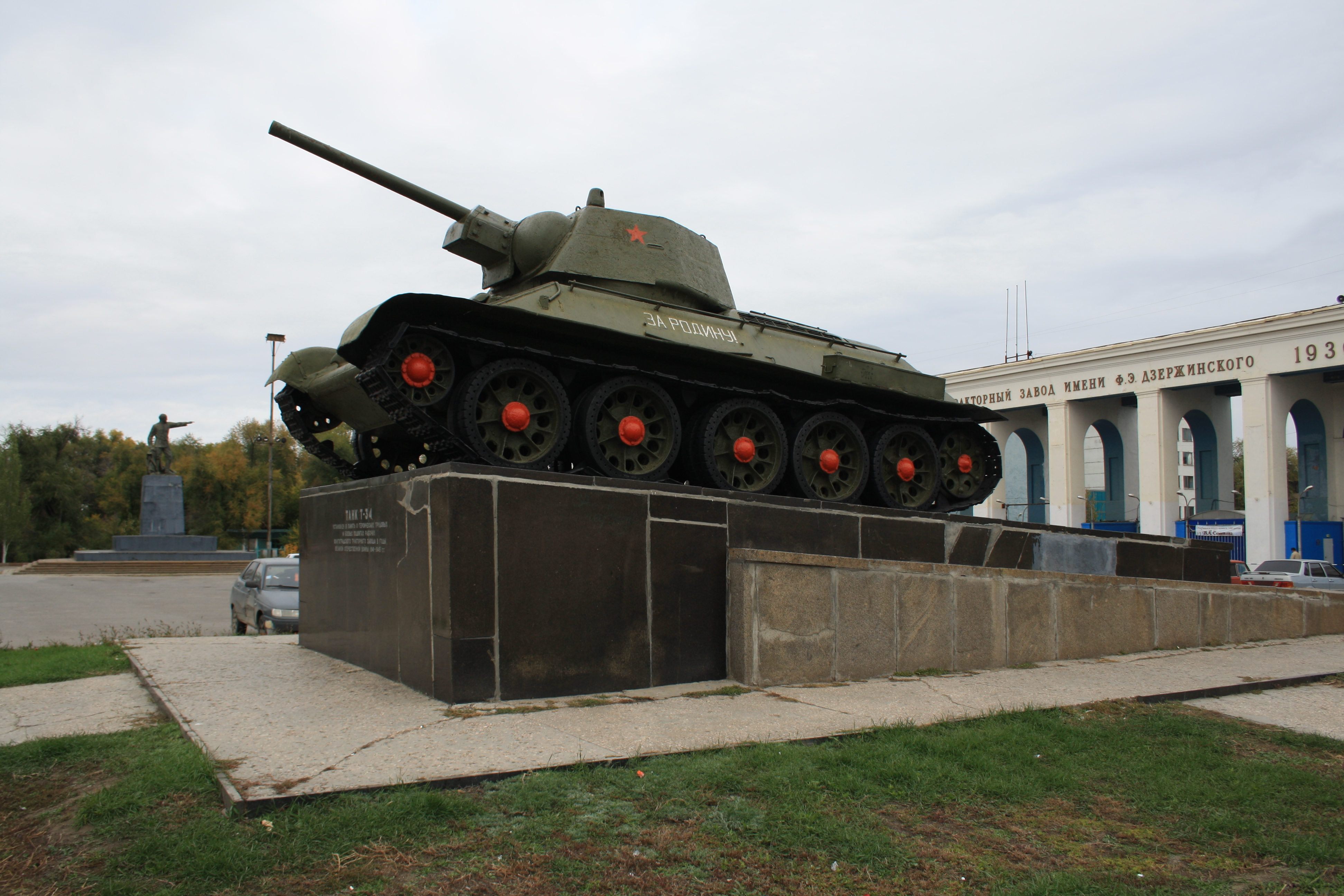
A Т–34-es példánya a Volgográdi Traktorgyár előtti téren
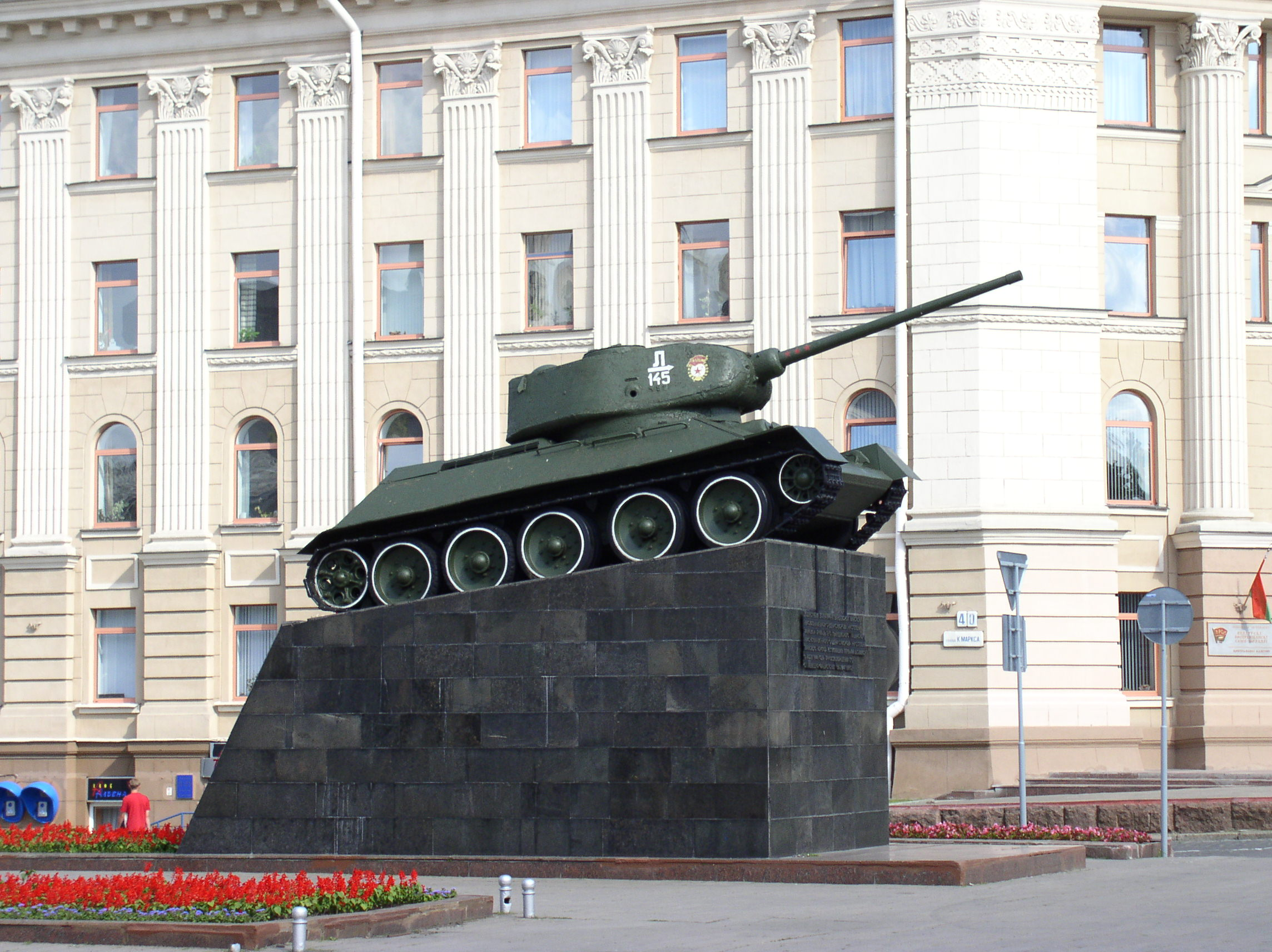
Emlékmű Minszkben, Fehéroroszország